# Colisciences
CoLiSciences (pour Corpus de Littérature Scientifique) est un programme de recherche du CNRS qui s'est déroulé au début des années 2000 avec pour objectif la valorisation des biologistes et naturalistes du XIXe siècle, par la mise en ligne de leurs ouvrages en langue française, pour valoriser ce patrimoine historique.
Le texte de préparation et de lancement, publié à l'origine sur le site de la Bibliothèque numérique de Lisieux  est maintenant en ligne sur http://barthes.enssib.fr/translatio/miroir-nef/colloques/lisieux2002/colis.htm. Il a été rédigé par Marc Silberstein pour présenter le projet CoLiSciences lors du 2e colloque international « Les études françaises valorisées par les nouvelles technologies d'information et de communication » qui s'est tenu du 27 Mai 2002 au 28 Mai 2002 à Lisieux  est toujours visible sur le site de la Bibliothèque de Lisieux où s'est tenu ce colloque.
Le projet https://perso.liris.cnrs.fr/veronique.eglin/atelierSDN/Vignaux.html a été conduit sous la direction de Georges Vignaux , Directeur du Laboratoire Communication et Politique (CNRS),  et avec la participation de plusieurs chercheurs dont Arlette Attali, Marc Augier , Patrick Jardin, David Piotrowski, Marc Silberstein, ce programme a d'abord proposé un COrpus de LIttérature Scientifique de langue française (COLIS) - en l'occurrence, la biologie.
Un premier site prototype consacré à l'ouvrage de Claude Bernard, l'Introduction à l'étude de la médecine expérimentale (IEME), a permis de dresser l'inventaire des difficultés éditoriales et informatiques et de mettre en œuvre les idées théoriques sur l'hypertextualité produites au sein du Laboratoire Communication et Politique (LCP).
Le programme CoLiSciences est donc une extension de COLIS, qui prend en compte un plus grand nombre d'ouvrages. Il a donné lieu à la création du site colisciences.in2p3.fr et le projet a servi de support à plusieurs travaux scientifiques, dont la thèse de Doctorat de Marc Augier à l'Université de Nice-Sophia Antipolis. Le code source du projet est accessible sur GitHub .